# 寬治
寬治（1087年5月11日~1095年1月23日）是日本的年號之一。使用這個年號的天皇是堀河天皇，由白河上皇實施院政。

## 改元
- 應德四年四月七日（1087年5月11日） 改元寬治。
- 寬治八年十二月十五日（1095年1月23日） 改元嘉保。

## 出處
- 《禮記·祭法》：「湯以寬治民而除其虐，謂放桀於南巢也。」

## 紀年、西曆、干支對照表
| 寬治 | 元年   | 二年   | 三年   | 四年   | 五年   | 六年   | 七年   | 八年   |
| 公元 | 1087年 | 1088年 | 1089年 | 1090年 | 1091年 | 1092年 | 1093年 | 1094年 |
| 干支 | 丁卯   | 戊辰   | 己巳   | 庚午   | 辛未   | 壬申   | 癸酉   | 甲戌   |